# Janez Gomzi
Janez Gomzi, slovenski častnik, * 1957
Stotnik Gomzi je pripadnik SV.

## Vojaška kariera
- načelnik, Odsek za artilerijo , GŠSV (2002)

## Odlikovanja in priznanja
- bronasta medalja generala Maistra (8. maj 2002)